# Liliane Nguetsa
 (juin 2024).
Liliane Nguetsa, née le 2 août 1987, est une athlète camerounaise spécialiste du 800 mètres. Elle remporte la médaille d'or lors des championnats camerounais en 2024 a Yaoundé.

## Carrière
En 2024 elle remporte la médaille d'or de la première édition de One run.

## Palmarès
| Date | Competition | Lieu    | Resultat | Temps |
| ---- | ----------- | ------- | -------- | ----- |
| 2024 | One run     | Yaounde | 1ere     |       |